# 伊朗電子工業
伊朗电子工业集团或综合电子工业集团 （ 简称：IEI ，波斯语： صنایع الکترونیک ایران，Sanâye'-e Elekteronik-e Irân） ；也称为，波斯語： , Sâiran ）是隶属于伊朗国防部的国有子公司。它是一家跨领域企业，业务涉及电子、光学、电光、医疗器械、通信、计算机和半导体。  

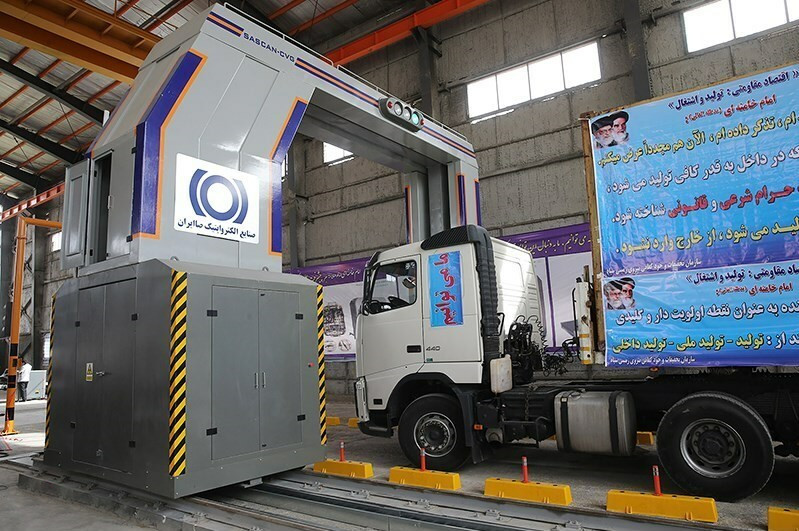
车辆和货物集装箱检查系统

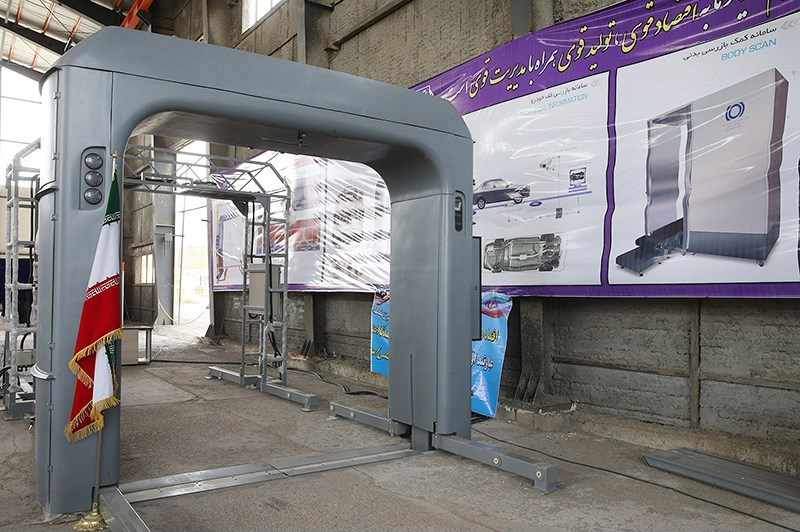
车辆和货物集装箱检查系统

## 历史
电子工业集团于 1972 年作为一家国有企业成立 ，旨在为伊朗军方开发军用材料。 它是由全国不同地区的制造厂和企业合并而来。在沙阿穆罕默德·礼萨·巴列维统治期间，该公司使用了位于设拉子的导弹设施。 
伊朗伊斯兰革命和两伊战争爆发后，伊朗开始重组其产业，建立以战争为导向的制造和研究重点。 电子工业集团是接受国防工业组织监督的国有企业，此后一直保留在国防工业组织监督之下。新一代伊朗国家侦察卫星名为Toloo （Rise），由该集团于 2010 年设计和生产 

## 当前状态
它为伊朗政府和公众提供产品和服务。 IEI 被认为是伊朗最大的电子集团。 它是一家ISO 9000公司。 其产品符合国际军用标准。 

## 座右铭
公司的座右铭是“每日奋进”。 

## 产品
伊斯兰共和国军方的移动智能手机产品 

## 活动
该公司目前拥有六家子公司 ，分别负责高科技领域的业务范围。
子公司及其所属行业为： 
- 设拉子电子工业 (SEI)
  - 电子战行业
  - 航空电子行业
  - 雷达微波行业
  - 海军电子工业
  - 机械零部件行业
  - 光电产业
  - 工程与技术。支持产业
  - 计算机相关产业
  - 导弹电子工业
- 伊朗通信工业 (IEI)
  - 战术通讯行业
  - 通信安全行业
  - 电信行业
  - 机械零部件行业
  - 电子元件行业
- 伊朗信息系统 (ISI)
  - 建立计算机站点
  - 网络的设计和建立
  - 主机、小型机的维护
  - LAN开发和服务（X.25）
  - 提供超级数据库（SUPRA）
  - 提供整体解决方案项目（交钥匙）
  - 高等级培训项目
  - 软件迁移
  - 处理大型项目
  - 咨询服务
- 电子元件行业 (ECI)
  - 半导体（晶体管和 IC）
  - 电子信用卡
  - 多层、单面和双面 PCB
  - 混合电路（厚膜）
  - 石英晶体和振荡器
  - 高纯氧气和氮气
  - 微模块
  - 电子陶瓷
- 伊斯法罕光学工业 (IOI)
  - 光学元件的计算机辅助设计
  - 光学系统的计算机辅助设计
  - 多层涂层的计算机辅助设计
  - 生产不同的干涉滤光片
  - 生产长距离双筒望远镜
  - 生产坦克军用潜望镜
  - 掩模版的设计与制造
  - 先进的光学测试和测量
  - 透明导电涂料
  - 枪支光学瞄准具的设计与制造
  - 光学系统分析
- 伊朗电子研究中心 (IERC)

其电信产品还包括获得比利时萨基姆公司许可的手机组装。